# Mouton de Boreray
Pour les articles homonymes, voir Boreray.
Le mouton de Boreray est une race de mouton originaire de l'île de Boreray dans l'archipel écossais de Saint-Kilda. Il est également connu sous le nom de Boreray Blackface ou Hebridean Blackface (à ne pas confondre avec la race Hebridean).

## Histoire
Les moutons de Boreray sont étroitement liés à ceux de Soay, les deux étant natifs de l'archipel de Saint Kilda dans les Hébrides extérieures. Cependant, les moutons de Soay sont une race ancienne ayant eu peu de changements, tandis que ceux de Boreray résultent d'un croisement à la fin XIXe siècle entre le résistant Scottish Blackface et le Old Scottish Shortwool, race éteinte originaire des Hébrides. Cette race résulte principalement de l'isolation géographique, plutôt que d'un élevage sélectif intentionnel. Depuis l'évacuation de l'archipel par ses habitants dans les années 1930, ces moutons sont revenus à l'état sauvage. Dans les années 1970, une demi-douzaine de moutons furent exportés pour former la base d'une petite population sur le continent, mais les moutons restent majoritairement sur l'île.

## Caractéristiques
Bien que résultant partiellement de la race évoluée des Scottish Blackface, les moutons de Boreray ont des caractéristiques permettant de les mettre dans le même groupe que des races primitives de moutons d'Europe du Nord à queue courte. Les moutons de Boreray ont deux records : ce sont les plus petits moutons des îles Britanniques (une brebis adulte pesant 28 kg pour 55 cm), et la seule race de mouton dont l'existence est jugée critique (i.e. moins de 300 moutons vivants) par le Rare Breeds Survival Trust , organisation visant entre autres à assurer l'existence d'animaux du Royaume-Uni.
Ces moutons ont de petites queues, ce qui fait qu'il n'est pas nécessaire de pratiquer une caudectomie, pratique consistant à réduire la taille de la queue. Ils perdent aussi naturellement leur fourrure, et ils n'ont donc pas à être tondus. Leur fourrure est grise ou blanc crème, mais des individus plus sombres peuvent aussi apparaître. Leur laine rêche est principalement utilisée pour confectionner du tweed ou du fil pour tricoter les tapis. La tête, les jambes et le cou sont généralement noirs; la tête et les jambes n'ont pas de laine. Aussi bien le mâle que la femelle ont des cornes, autrefois parfois plus d'une paire (polycérate), mais pour les modernes, toujours une seule paire. Les béliers ont de grandes cornes en spirale qui peuvent être utilisées pour faire une houlette de berger ou d'autres objets.